# NGC 6616
NGC 6616 este o galaxie spirală situată în constelația Hercule. A fost descoperită în 14 iulie 1885 de către Lewis A. Swift. Se află la o distanță de 81,04 de megaparseci de Pământ.